# VK 36.01 (H)

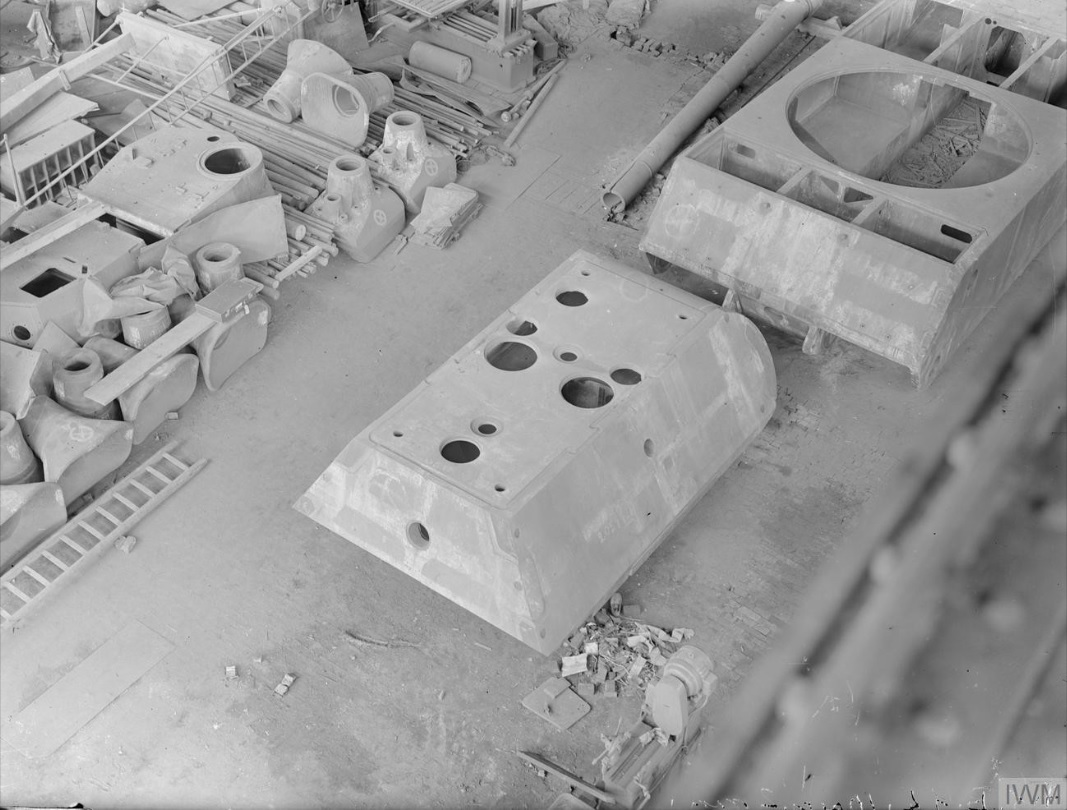
Các bộ phận của một chiếc xe bọc thép chưa hoàn thành được lấy tại công trình thép Krupp ở Essen vào tháng 5 năm 1945 sau chiến tranh. Tháp pháo của VK 36.01 được xếp thành hàng, cùng với thân và tháp pháo của xe tăng siêu nặng Panzer VIII Maus và khiên Jagdtiger.

VK 36.01 (H) là một xe tăng hạng nặng thử nghiệm của Đức, được phát triển trong Chiến tranh thế giới thứ hai . VK 36.01 (H) là phiên bản phát triển của xe tăng VK 30.01 (H) và sau đó dẫn đến sự ra đời của VK 45.01 (H).

Chỉ có 8 khung gầm và một nguyên mẫu hoàn chỉnh được chế tạo, tất cả đều được thực hiện bởi Henschel. Vào thời điểm đó, Henschel được giao nhiệm vụ phát triển một vũ khí đột phá sẽ giúp đánh bại Liên Xô. Các xe tăng hạng nặng thử nghiệm và xe tăng siêu nặng khác cũng được chế tạo, thiết kế và thử nghiệm bởi Henschel. Sự phát triển của VK 36.01 (H) dẫn đến sự ra đời của VK 45.01 (H) - nguyên mẫu ngay trước đó và được phê duyệt để sản xuất thành Tiger I.
1. ↑  Thomas Anderson (2013). Tiger. Osprey. tr. 55. ISBN 9781780962016.[liên kết hỏng]